# Mattheus Ignatius van Bree
Mattheus Ignatius van Bree, ook Matthijs Ignaas Van Bree, (Antwerpen, 22 februari 1773 - aldaar, 15 december 1839) was een kunstschilder in de Zuidelijke Nederlanden (na 1815 het Verenigd Koninkrijk der Nederlanden, na 1830 België). Hij was de oudere broer van kunstschilder Filip van Bree.

## Leven en werk
Van Bree wordt al als tienjarige vermeld als tekenaar aan de Academie van Antwerpen. Hij kreeg les van onder anderen Petrus Johannes van Regemorter en had vanaf 1794, als professeur-adjoint, een eigen atelier bij de academie. Hij trok in 1797 naar Parijs, waar hij zijn studie vervolgde als leerling van François-André Vincent. Hij deed in dat jaar mee aan de Parijse salon en won de tweede prijs in de prix de Rome, uitgereikt door de Parijse Academie, voor zijn weergave van De dood van Cato van Utica.
In 1804 keerde hij terug naar Antwerpen en werd er leraar aan de kunstacademie. In 1821 reisde hij door Italië en bezocht Florence en Rome. In Florence maakte hij in de Uffizi tekeningen naar portretten van Leonardo da Vinci en Rafaël. Vanaf 1827 tot aan zijn overlijden was hij directeur van de Academie in Antwerpen. Hij heeft les gegeven aan onder anderen zijn broer Filip, Cornelis Hendrik van Amerom, Dominicus Franciscus du Bois, Gijsbert Buitendijk Kuyk, Jan-Karel Carpentero, Florent Mols, Petrus van Schendel, Antoon Van Ysendyck, Constant Cornelis Huijsmans, Théodore Schaepkens en Gustaaf Wappers. Laatstgenoemde volgde hem op als directeur.
Van Bree was vooral schilder van portretten en historische genrestukken, zoals zijn zes meter brede schilderij De zelfopoffering van Burgemeester Van der Werff, dat koning Willem I in 1818 aan de stad Leiden schonk. Het werd een grote publiekstrekker bij de Leidse 3 oktoberfeesten en bevindt zich in Museum De Lakenhal. Van Bree was daarnaast etser en lithograaf. Hij overleed in 1839 op 66-jarige leeftijd.

## Werken (selectie)

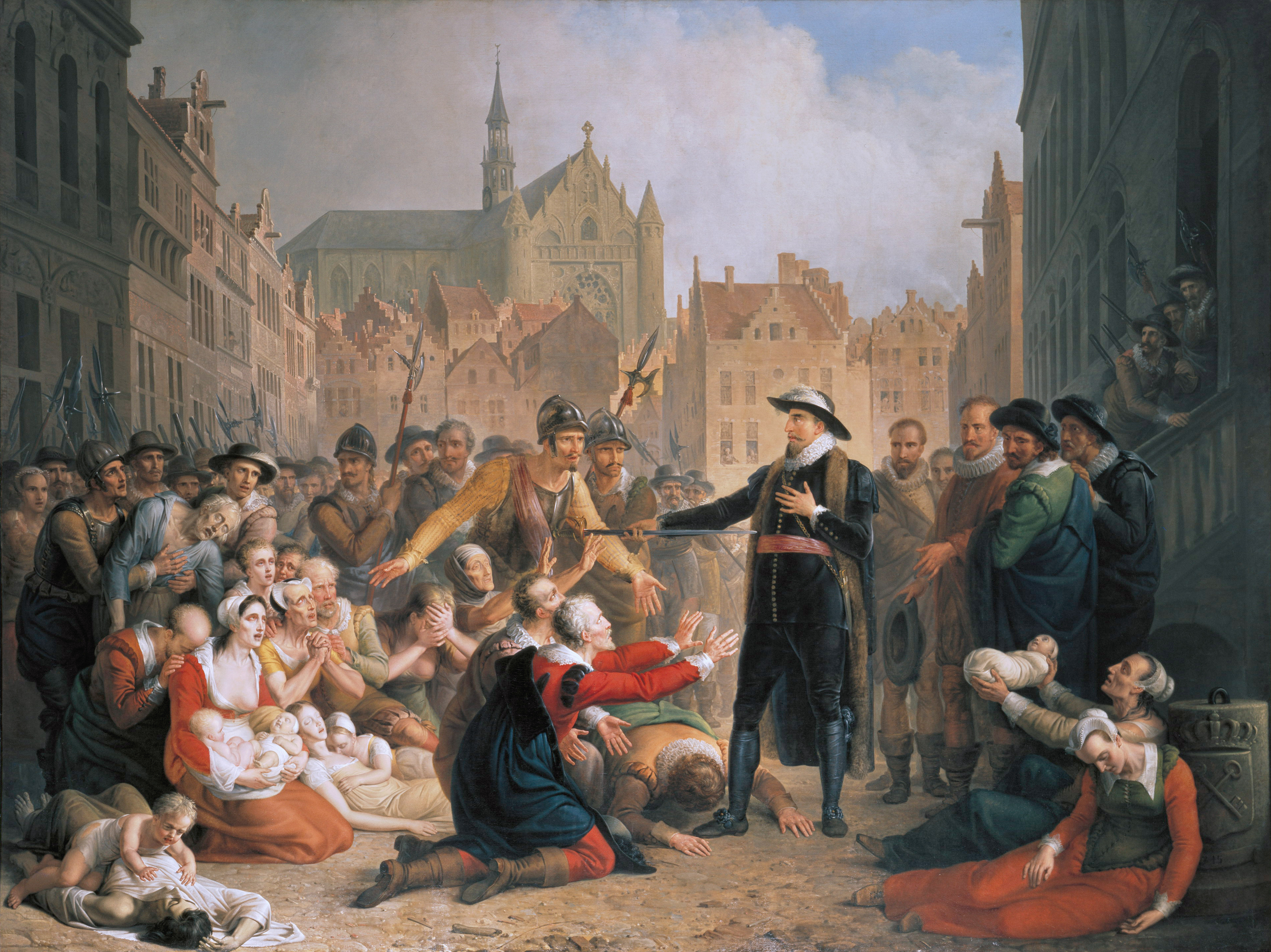
De zelfopoffering van Burgemeester Van der Werff (1816 of 1817)
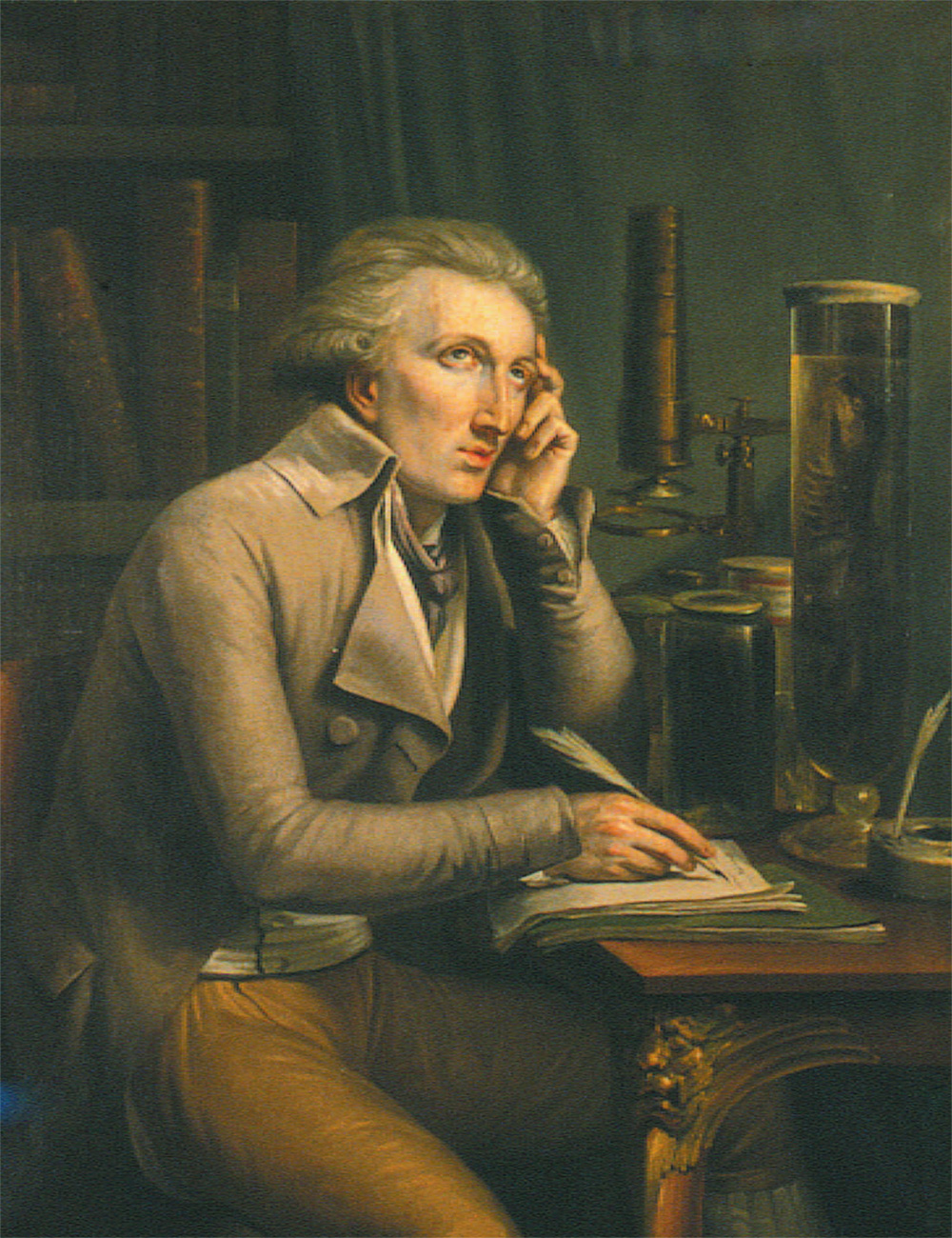
Georges Cuvier
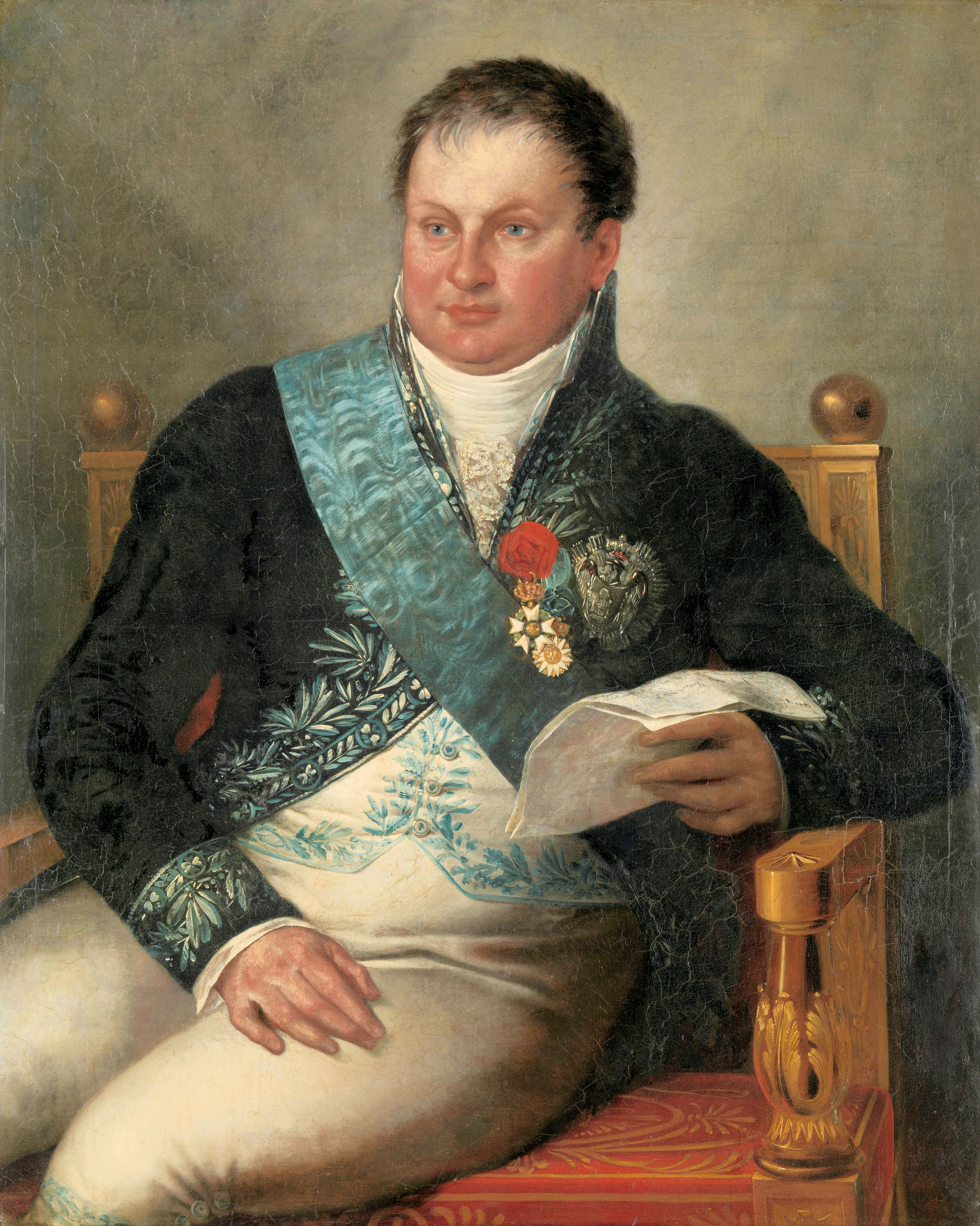
Alexander Gogel
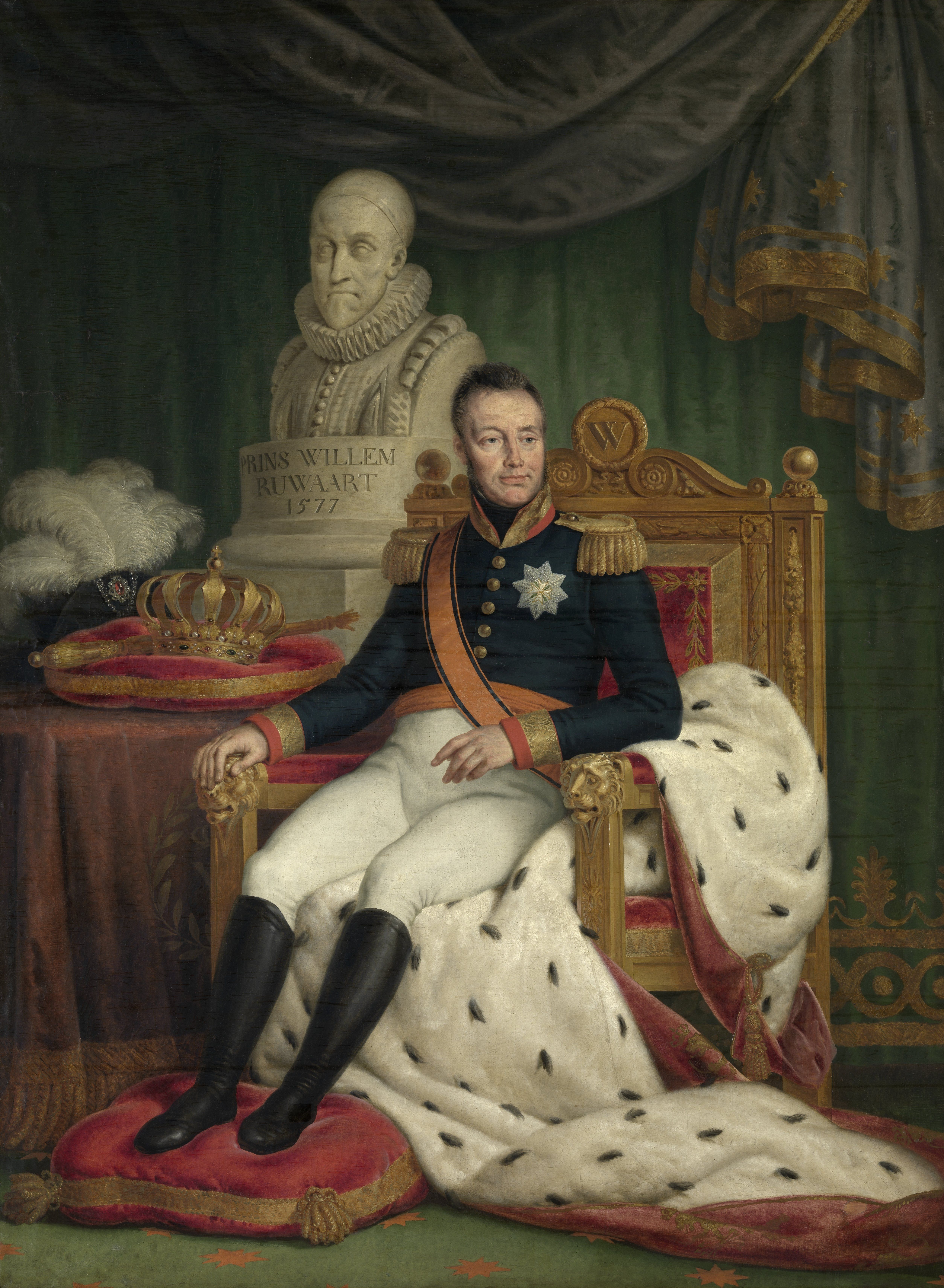
koning Willem I
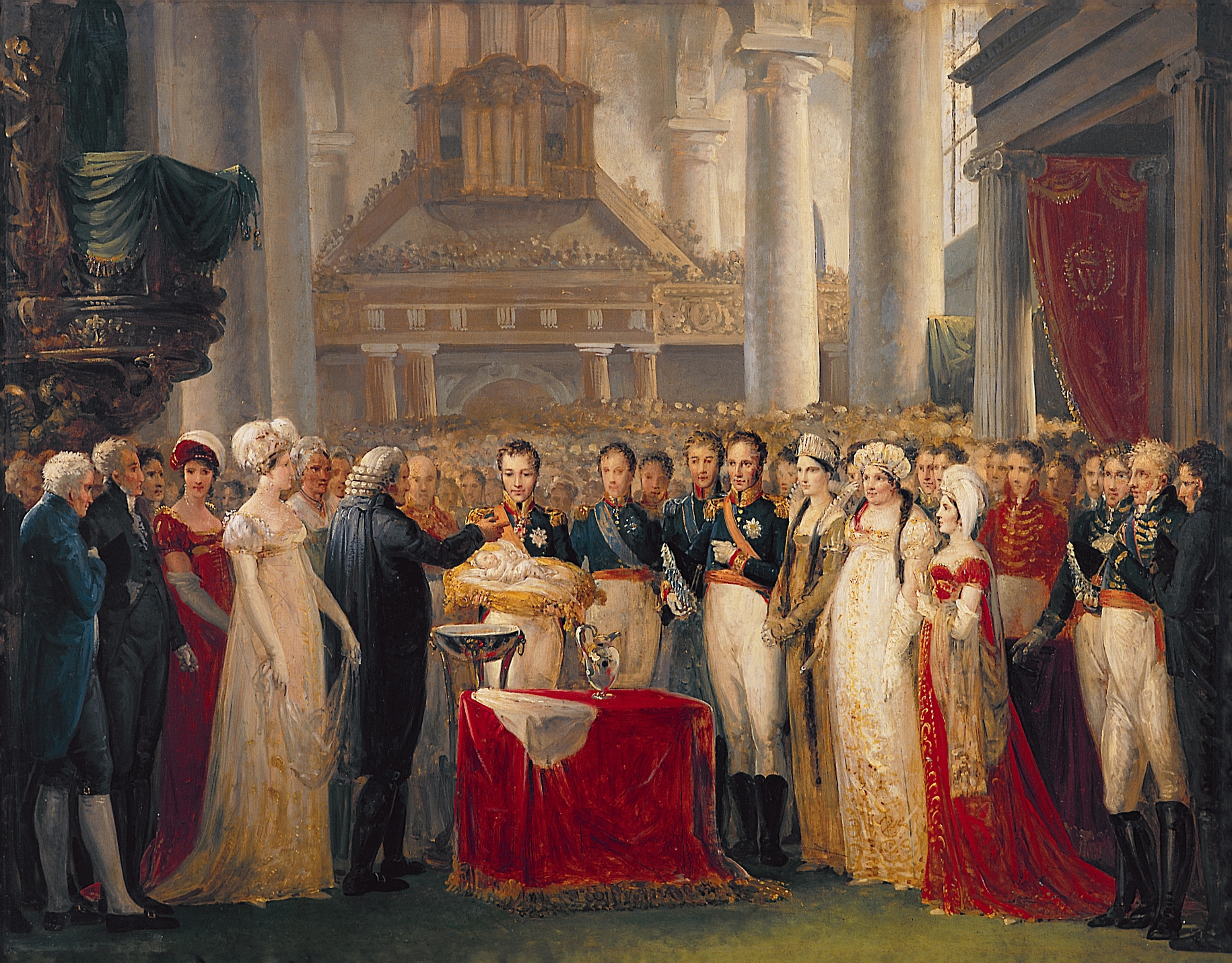
Doop van Willem III der Nederlanden op 27 maart 1817 in de Augustijnenkerk te Brussel
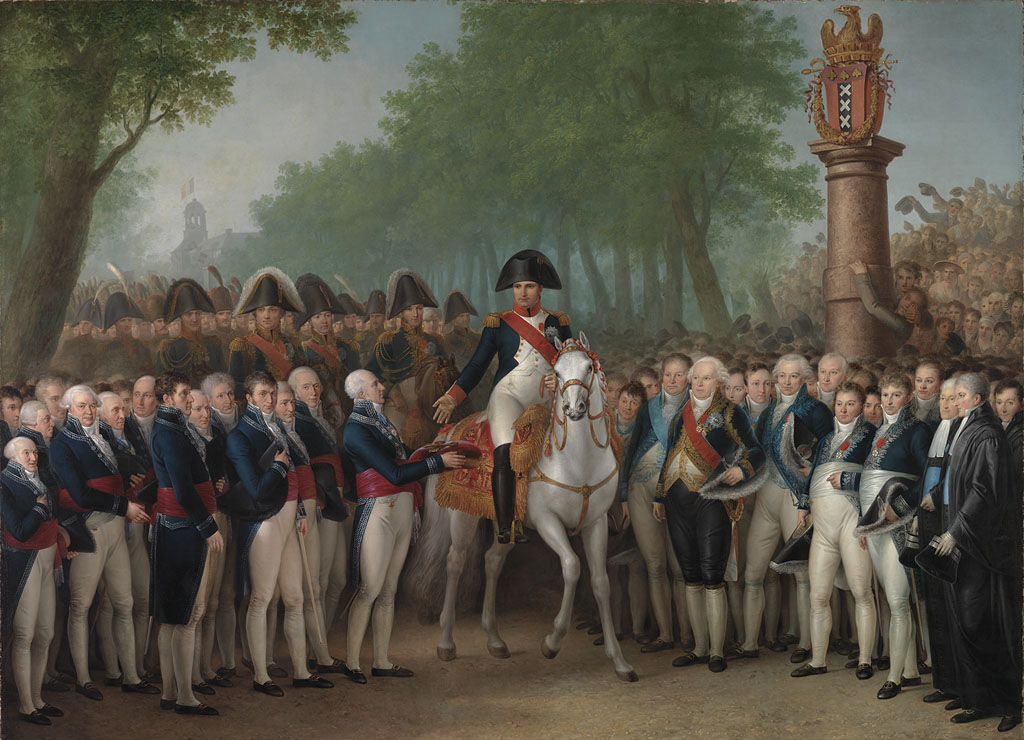
De intocht van keizer Napoleon met zijn staf op 9 oktober 1811 te Amsterdam